# 대한민국으로의 이민
한국으로의 이민은 다른 나라에 비해 많지 않은데 그 이유는 일반 국민들의 이민자들을 향한 강한 반대 때문에 생긴 강력한 이민 정책의 규제 때문이다. 하지만, 최근 한국으로 이민의 수가 높아졌다. 2019년에 총 인구수의 4.9%의 외국인 거주자가 있다. 유엔에 따르면 2019년에 총 인구 중에 2.3%가 외국인으로 태어난 거주민이다. 이들은 전 세계적으로는 평균 3.5%에 해당한다.

## 역사
그들의 결정과 상관없이 한 명이라도 한국인인 부모님이 있으면 자동적으로 한국 국적으로 태어난다. 한국이 아닌 곳에서 태어났다면 외국인 부모님이나 태어난 곳 중에 선택할 수 있다.
일반적 귀화를 위한 요구사항:
- 5년 이상 한국에서 거주하는 주소를 갖고 있어야 한다.
- 한국 시민 법에 따른 법적인 성인이어야 한다.
- 직업을 갖고 있어야 한다.
- 그들의 자산이나 능력을 살아가는데 유지할 능력이 있어야한다. 혹은 가족으로부터 떨어져 사는 게 가능해야 한다. 지원자는 한국에 국가적으로 이득이 되는 기본 지식이어야 한다; 한국 언어나 관습이나 문화를 아는 것

2007년에 유엔은 한국을 공식적으로 받는 국가로 지정했다. 한국에 사는 외국인은 1997년에 390,000명에서 2007년에 백만명으로 늘었다. 이들은 630,000의 일시적 노동자이다. 한국 국적과 결혼한 100.000외국인도 있다. 게다가 230,000 불법 이민자도 있다.
이민오는 주요 나라는 아시아이다. 중국, 베트남, 몽골, 필리핀, 대만, 우즈베키스탄. 또한 나이지리아, 가나, 러시아 그리고 미국에서 오는 이민자도 있다.
한국 정부는 멀티문화적 사회와 외국 친화적 환경을 만들고 싶다고 한다.

### 현재 이민 정책에 대한 이슈들
이민 정책에 대한 새로운 국가적 계획에 따르면 정부는 세계적인 한국의 외국 환영 정책에 집중한다. 하지만, 비평가들은 정부의 목표와 정책이 근본적으로 차별적이라고 말한다. 한국 정부는 새로운 규격을 2014년 4월에 소개했다. 외국 배우자는 한국어 시험과 최소 14,000달러의 임금을 얻어야한다는 규격이다.

#### 일시적 노동자와  불법 체류자
1991년부터 한국은 외국인 노동자의 급격한 증가를 크게 경험했다. 10000명의 아시안 노동자들이 한국으로 와서 1992년에 훈련받는 프로그램을 만들었고 한국엔 57,000명의 훈련 받는 사람들이 있었다. 그것의 성장에도 불구하고 그 프로그램 또한 문제가 있었다. 임금 차별 때문에 증거자료가 없는 노동자가 돼 버렸고, 그들은 노동자로서 고려되지 않았기에 노동기본법에 의해 보호 받지 못하였다.

#### 인권 위반적인 이민
작은 문제나 오해 때문에 한국 감옥에 갇혀있는 합법적이고 불법적인 이민자에 대한 많은 보고가 있다. 또한, 수감자를 향한 구타와 학대가 있다는 보고도 있다. 한국 이민자는 추방 티켓을 위해 일했고 그들의 새로운 집에 적응하기 위해 노력했다.

#### 다문화 가족의 외국 신부나 아이들
외국인 신부와 그들의 다문화 아이들은 주요 정책 문제에 거론된다. 나라를 바꾸는 건 한국에서 외국인에 반발하는 뿌리깊은 차별 때문에 이민자에 대한 걱정이 있다. 현재, 한국에 있는 많은 이민자는 남아시아에서 왔고 특히 만약 외국인 신부를 학대한다면 이민자 치료는 국내의 문제뿐만 아니라 외교적 긴장도 유발 할 것이다. 거의 출생률 문제에 주목이 되고 그건 이민 보다는 아내-수입이라고 불린다
“코시안”이나 “온누리안”이라는 단어는 재산이 섞인 사람을 부른다. 흔하게는 한국 아빠와 남아시아 엄마의 자녀들이다. “코시안”이란 단어는 1997년에 다른 문화 가족이 그들 스스로를 부름으로써 우연히 생겼고, 초기 2000년대에 국제결혼이 많아지면서 퍼지게 되었다. 윤리적 한국인인지 간단하게 구별하기 위해 사용됐다.
한국 남성은 러시아, 우즈베키스탄, 키르기스스탄과 같은 구소련의 후기 국가에서 온 여성과 결혼하였다.
서양과 한국 배우자들의 수가 점점 늘어나는 중이다.
한국 정부는  2003년부터 이민자의 빠른 증가와 이민 정책에 대비하기 위해서 독립적인 이민 정책을 만들 것인지 토론하였다. 한국 장관에 의한 외국 정책 위원회는 전에 여러 장관들에 의해서 다뤄졌던 외국인을 고려하는 나라간의 정책들에 대한 책임을 져야한다. 이민 정책을 짓는 것은 자원과 자신의 우산아래 가려진 힘에 의해 생긴 이러한 문제들을 해결하는데 도움이 될 것이라 기대받고 있다.
한국은 1951 난민의 상태에 관련있는 관습을 서명하였다. 한국 정부는 궁극적으로 누가 한국에 난민을 받을것인지 결정한다.

#### 이주 노동자들
한국은 2007년부터 이민의 나라가 되었다. 농부, 광부, 간호사, 노동자들을 미국, 독일 그리고 중동으로 보냈다. 민족적 재외한인의 수는 2019년부터 74만9천명이 되었고 미국은 25만4천명, 중국은 24만6천명이다.
한국은 정부-시작을 1960년대 “한강의 기적”이라고 불리는 경제적 성장에서 경험하였다. 1980년대까지 한국은 외국인 노동자 없이 그들만의 힘으로 성장을 가능하게 했다. 풍부한 어린아이 인구와 낮은 임금 때문이다. 하지만 1990년대에 들어오면서 한국의 출산율과 특히 “3D 직업”이라(더럽고, 위험하고, 어렵고) 불리는 일을 하는 노동자의 임금이 증가하였다.
경제적 발전과 도시화는 많은 사람을 도심지로 이동하게 만들었다. 하지만 많은 늙은 한국인이 있는 전통적인 유교 규범에 따르면 장남은 부모님과 함께하지 않으면 안 된다. 여성의 만성적인 부족과 국제 결혼은 충족되지 않는 요구를 충족시켜주기  시작했다.
많은 이주 노동자들이 인구의 7.6%가 외국인인 시흥과 안산같은 경기 지방의 산업적 외곽에서 살아간다

## 통계

### 이민자의 국적
2019년 12월에 한국에 사는 외국인 거주자들은  2,524,656명이었다. 이 수치는 자연적으로 한국 시민권을 딴 사람도 포함한다. 총 한국 시민의 인구수는 2019년에 200,000명이 되었다. 이 숫자에 따르면 792,853명의 삶들은 짧은 기간 거주하는 사람들이다.
| 순위 | 나라         | 인구수    |
| ---- | ------------ | --------- |
| -    | 총합         | 2,524,656 |
| 1    | 중국         | 1,101,782 |
| 2    | 베트남       | 224,518   |
| 3    | 태국         | 209,909   |
| 4    | 미국         | 156,982   |
| -    | 다른 나라들  | 104,898   |
| 5    | 일본         | 86,196    |
| 6    | 우즈베키스탄 | 75,320    |
| 7    | 필리핀       | 62,398    |
| 8    | 러시아       | 61,427    |
| 9    | 인도네시아   | 48,854    |
| 10   | 몽골         | 48,185    |
| 11   | 캄보디아     | 47,565    |
| 12   | 네팔         | 42,781    |
| 13   | 타이완       | 42,767    |
| 14   | 카자흐스탄   | 34,638    |
| 15   | 미얀마       | 29,294    |
| 16   | 캐나다       | 26,789    |
| 17   | 스리랑카     | 25,064    |
| 18   | 홍콩         | 20,018    |
| 19   | 방글라데시   | 18,340    |
| 20   | 호주         | 15,222    |
| 21   | 말레이시아   | 14,790    |
| 22   | 파키스탄     | 13,990    |
| 23   | 인도         | 12,929    |

#### 외국 시민권인 민족의 한국인들
민족 한국인은 2000년대부터 한국으로 이민오는 것부터 시작해서 많은 수가 늘기 시작했다. 이 이민자들은 중국에서 온 한국인들과 이전 소비에트 연방이었던 사람들, 한국계 미국인들을 포함한다. 그들은 다른 외국인들보다 편하게 일하고 살아갈 수 있는 F-4비자를 적용한다.
| 순위 | 국적         | 인구수  |
| ---- | ------------ | ------- |
| 1    | 중국         | 719,269 |
| 2    | 미국         | 45,655  |
| 3    | 우즈베키스탄 | 36,752  |
| 4    | 러시아       | 28,020  |
| 5    | 캐나다       | 16,046  |
| 6    | 카자흐스탄   | 14,992  |
| 7    | 호주         | 4,783   |
| 8    | 키르기스스탄 | 2,931   |
| 9    | 뉴질랜드     | 2,490   |
| -    | 다른 나라들  | 7,501   |
| -    | 총합         | 878,439 |

#### 외국인 배우자들
2019년에 한국에서 결혼해 한국에서 살아가는 외국인 남편들이나 아내들이다. 이 수치는 2019년까지 135,056명의 외국태생 배우자들이 자연적이거나 한국 시민권을 획득한 사람들을 포함한다.
| 순위 | 국적         | 총합    | 남편   | 아내    |
| ---- | ------------ | ------- | ------ | ------- |
| 1    | 중국         | 60,324  | 13,539 | 46,785  |
| 2    | 베트남       | 44,172  | 2,742  | 41,430  |
| 3    | 일본         | 14,184  | 1,235  | 12,949  |
| 4    | 필리핀       | 12,030  | 463    | 11,567  |
| 5    | 태국         | 5,130   | 99     | 5,031   |
| 6    | 캄보디아     | 4,641   | 369    | 4,272   |
| 7    | 미국         | 3,883   | 2,801  | 1,802   |
| 8    | 우즈베키스탄 | 2,688   | 141    | 2,547   |
| 9    | 몽골         | 2,497   | 163    | 2,334   |
| 10   | 러시아       | 1,668   | 119    | 1,549   |
| 11   | 대만         | 1,394   | 116    | 1,278   |
| 12   | 캐나다       | 1,334   | 1,098  | 236     |
| 13   | 네팔         | 884     | 176    | 708     |
| -    | 다른나라들   | 11,196  | 5,870  | 5,326   |
| -    | 총합         | 166,025 | 28,931 | 137,094 |

## 같이 보기
- 대한민국의 인구
- 대한민국 내 인종차별
- 한국에 있는 외국인들
- 한국의 난민